# Пјер-Алекси Песоно
Пјер-Алекси Песоно  (фр. Pierre-Alexis Pessonneaux; Бене, 25. новембар 1987) француски је атлетичар, који се такмичи у спринтерским дисциплинама.

## Биографија
Након титуле јуниорског националног првака Француске 2006. на 200 м, он је освојио сребрну медаљу на Медитеранским играма 2009. у Пескари, овога пута у штафети 4 х 100 метара. На истом такмичењу на 200 метара стигао је 4, али је поставио је свој лични рекорд 20,89.
Током Европског атлетског првенства 2010. у Барселони, где је освојио златну медаљу у штафети 4 х 100 метара 38,11 што је био најбољи резултат сезоне. У штафети су поред њега били и Жими Вико, Кристоф Леметр и Марсијал Мбанђок.

## Значајнији резултати
| Датум | Такмичење          | Место     | 200 м | Резултат | 4x100 м | Резултат  |
| ----- | ------------------ | --------- | ----- | -------- | ------- | --------- |
| 2009  | Медитеранске игре  | Пескара   | 4     | 20,89    | 2       | 39,49     |
| 2010  | Европско првенство | Барселона |       |          | 1       | 38,11 СРС |